# Condado de Pasco
O condado de Pasco (em inglês:  Pasco County) é um dos 67 condados do estado americano da Flórida. A sede do condado é Dade City e a localidade mais populosa é New Port Richey. Foi fundado em 2 de junho de 1887.

## Geografia
De acordo com o United States Census Bureau, o condado possui uma área de 2 249 km², dos quais 1 934 km² estão cobertos por terra e 315 km² por água.

## Demografia
Segundo o censo nacional de 2010, o condado possui uma população de 464 697 habitantes e uma densidade populacional de 240 hab/km². Possui 228 928 residências, que resulta em uma densidade de 118 residências/km².
Das seis localidades incorporadas no condado, New Port Richey é a mais populosa e a mais densamente povoada, com 14 911 habitantes e densidade populacional de 1 271 hab/km². San Antonio é a menos populosa, com 1 138 habitantes. De 2000 para 2010, a população de Saint Leo cresceu 125% e a de Port Richey reduziu em 12%. Apenas duas localidades possuem população inferior a 10 mil habitantes.